# Grand Prix des Nations 1946
Grand Prix des Nations 1946 je potekala 21. julija 1946.

## Rezultati

### Finale
| Poz | Št | Dirkač               | Dirkalnik      | Krogi | Čas/Odstop | Št. m. |
| --- | -- | -------------------- | -------------- | ----- | ---------- | ------ |
| 1   | 42 | Giuseppe Farina      | Alfa Romeo 158 | 44    | 1:15:49.4  | 1      |
| 2   | 44 | Carlo Felice Trossi  | Alfa Romeo 158 | 44    | +1:11.5    |        |
| 3   | 18 | Jean-Pierre Wimille  | Alfa Romeo 158 | 43    | +1 krog    |        |
| 4   | 46 | Tazio Nuvolari       | Maserati 4CL   | 42    | +2 kroga   |        |
| 5   | 38 | Toulo de Graffenried | Maserati 4CL   | 42    | +2 kroga   |        |
| 6   | 2  | Prince Bira          | ERA B          | 42    | +2 kroga   |        |
| 7   | 20 | Achille Varzi        | Alfa Romeo 158 | 38    | +6 krogov  |        |
| 8   | 22 | Raymond Sommer       | Maserati 4CL   | 36    | +8 krogov  |        |
| Ods | 26 | George Abecassis     | Alta           | 23    | Uplinjač   |        |
| Ods | 4  | Reg Parnell          | Maserati 4CL   | 1     | Trčenje    |        |
| Ods | 24 | Luigi Villoresi      | Maserati 4CL   | 1     | Trčenje    |        |

- Najboljši štartni položaj : Giuseppe Farina, 56:17.2
- Najhitrejši krog : Jean-Pierre Wimille, 1:47.2

### Prva preddirka
Odebeljeni dirkači so se uvrstili v finale
| Poz | Št | Dirkač                        | Dirkalnik      | Krogi | Čas/Odstop | Št. m. |
| --- | -- | ----------------------------- | -------------- | ----- | ---------- | ------ |
| 1   | 18 | Jean-Pierre Wimille           | Alfa Romeo 158 | 32    | 59:45.5    | 1      |
| 2   | 20 | Achille Varzi                 | Alfa Romeo 158 | 32    | +48.0      |        |
| 3   | 24 | Luigi Villoresi               | Maserati 4CL   | 32    | +51.0      |        |
| 4   | 4  | Reg Parnell                   | Maserati 4CL   | 31    | +1 krog    |        |
| 5   | 2  | Prince Bira                   | ERA B          | 30    | +2 kroga   |        |
| 6   | 22 | Raymond Sommer                | Maserati 4CL   | 30    | +2 kroga   |        |
| 7   | 8  | George Bainbridge             | ERA B          | 29    | +3 krogi   |        |
| 8   | 10 | Raphaël Béthenod de las Casas | Maserati 4CL   | 29    | +3 krogi   |        |
| Ods | 6  | Peter Whitehead               | ERA B          | 28    | Motor      |        |
| Ods | 14 | Josef Vojlectovsky            | Maserati 6CM   | 28    | Motor      |        |
| 9   | 16 | Eric Verkade                  | Talbot 700     | 28    | +4 krogi   |        |

- Najboljši štartni položaj : Giuseppe Farina, 1:38.3
- Najhitrejši krog : Giuseppe Farina, 1:42.3

### Druga preddirka
Odebeljeni dirkači so se uvrstili v finale
| Poz | Št | Dirkač               | Dirkalnik      | Krogi | Čas/Odstop | Št. m. |
| --- | -- | -------------------- | -------------- | ----- | ---------- | ------ |
| 1   | 42 | Giuseppe Farina      | Alfa Romeo 158 | 32    | 56:17.2    | 1      |
| 2   | 44 | Carlo Felice Trossi  | Alfa Romeo 158 | 32    | +33.0      |        |
| 3   | 46 | Tazio Nuvolari       | Maserati 4CL   | 32    | +1:11.0    |        |
| 4   | 38 | Toulo de Graffenried | Maserati 4CL   | 31    | +1 krog    |        |
| 5   | 34 | Raymond Mays         | ERA D          | 31    | +1 krog    |        |
| 6   | 26 | George Abecassis     | Alta           | 31    | +1 krog    |        |
| 7   | 36 | Ian Connell          | ERA B          | 30    | +2 kroga   |        |
| 8   | 52 | David Hampshire      | Delage 15S8    | 30    | +2 kroga   |        |
| 9   | 28 | Bob Gerard           | ERA B          | 28    | +4 krogi   |        |
| 10  | 30 | Harry Schell         | Maserati 6CM   | 27    | +5 krogov  |        |
| Ods | 32 | Max Christen         | Maserati 6CM   | 25    |            |        |
| Ods | 54 | Leslie Brooke        | ERA B          | 22    | Zavore     |        |

- Najboljši štartni položaj : Jean-Pierre Wimille, 1:37.5
- Najhitrejši krog : Jean-Pierre Wimille, 1:47.2